# 南希·里奇
南希·里奇（英語：Nancy Richey，1942年8月23日—），美国女子网球运动员。 她曾获得澳網（1967年 / 業餘身份）和法网（1968年）女单冠军，以及澳網（1966年 / 業餘身份）、温布尔登（1966年 / 業餘身份）、美網（1965年、1966年 / 業餘身份）女双冠军。
除了業餘和職業賽事成就不俗外，南希·里奇在1969年協助美國奪得聯邦盃冠軍。
她于2003年入选国际网球名人堂。

## 大滿貫

### 女單冠軍（2）
| 年度 | 賽事 | 場地 | 決賽對手      | 對手國籍 | 勝方比分      |
| 1967 | 澳網 | 草地 | Lesley Turner | 澳洲     | 6–1, 6–4      |
| 1968 | 法網 |      | 安·琼斯       | 英國     | 5–7, 6–4, 6–1 |